# Hebrejska književnost
Hebrejska književnost se sastoji od drevnih, srednjovekovnih i modernih spisa na hebrejskom jeziku. To je jedan od primarnih oblika jevrejske književnosti, iako je bilo slučajeva da su književnost na hebrejskom pisali nejevreji. Hebrejska književnost je nastajala u mnogim delovima sveta tokom srednjovekovne i moderne ere, dok je savremena hebrejska književnost uglavnom izraelska književnost. Godine 1966, Agnon je dobio Nobelovu nagradu za književnost za romane i kratke priče koji koriste jedinstveni spoj biblijskog, talmudskog i modernog hebrejskog, što ga čini prvim hebrejskim piscem koji je dobio ovu nagradu.

## Antička era
Književnost na hebrejskom jeziku započinje usmenom literaturom Lešon Hakodeša (לֶשׁוֹן הֲקוֹדֶשׁ), „Svetog jezika“, od drevnih vremena i sa učenjima Abrahama, prvog od biblijskih patrijaraha Izraela, oko 2000. pne. Bez premca, najvažnije delo drevne hebrejske književnosti je hebrejska Biblija (Tanah).
Mišna, sastavljena oko 200. godine, predstavlja primarnu rabinsku kodifikaciju zakona izvedenih iz Tore. To delo je napisano na mišanskom hebrejskom jeziku, dok je njegov glavni komentar, Gemara, uglavnom je napisan na aramejskom jeziku. Mnoga dela klasičnog midraša napisana su na hebrejskom.

## Srednjovekovna era
Tokom srednjovekovnog perioda većina jevrejske i hebrejske literature bila je napisana u islamskoj Severnoj Africi, Španiji, Palestini i na Bliskom istoku. Mnoga dela srednjovekovne filozofske književnosti, poput Majmonidovog Vodiča za zbunjene i Kuzara, kao i mnoga beletristička dela, napisana su na judeo-arapskom jeziku. Dela rabinske književnosti češće su pisana na hebrejskom, uključujući: Komentare Tore Abraham ibn Ezra, Rašija i drugih; kodifikacije jevrejskog zakona, kao što su Majmonidova „Mišne Tora“, Arba’ah Turim i Šulhan aruh; i dela musarske književnosti (didaktička etička literatura) kao što je Bahja ibn Pakudin Hovot ha-Levavot (Dužnosti srca). Jedno od beletrističkih dela napisanih na hebrejskom bilo je „Lisičije basne“ Berehijah ben Natronaj ha-Nakdana, hebrejske basne koje nalikuju na Ezopove basne.
Mnoga dela srednjovekovne jevrejske poezije napisana su na hebrejskom, uključujući liturgijski pijutim u Palestini u sedmom i osmom veku doprinosima Jose ben Jose, Janaja i Eleazar Kalira. Ove poeme su dodate liturgiji na hebrejskom jeziku. Ova liturgija je kompilirana u obliku knjige kao „sidur” zaslugom više rabina, među kojima su Amram Gaon i Sadja Gaon. Kasniji španski, provansalski i italijanski pesnici pisali su i verske i svetovne pesme; posebno istaknuti pesnici bili su Solomon Ibn Gabirol Avicebron, Jehuda Halevi i Jehuda el-Harizi. Većina je takođe bila aktivna u prevođenju jevrejske rabinske i svetovne literature sa arapskog na hebrejski.
Za srednjovekovni period posvedočena je samo jedna hebrejska pesma koju je napisala žena (koja je prva i poslednja tokom nekoliko vekova). Tu pesmu je napisala supruga Dunaš ben Labrata, i u njoj žali se za Dunašovim odlaskom u egzil.

## Moderna era
Pored pisanja tradicionalne rabinske literature na hebrejskom, moderni Jevreji su razvili nove oblike beletristike, poezije i pisanja eseja, koji se tipično nazivaju „Moderna hebrejska književnost“.

### 18. vek
Do početka osamnaestog veka jevrejskom književnošću još uvek dominiraju sefardski autori, često pišući na judeo-arapskom jeziku. Alegorijska drama Mozesa Hajima Luzata „La-Ješarim Tehilah“ (1743) može se smatrati prvim proizvodom moderne hebrejske književnosti. Ona je nazivana „pesmom koja je u svom klasičnom savršenstvu stila na drugom mestu nakon Biblije“. Luzatov učenik u Amsterdamu, Dejvid Franko Mendes (1713–92), u svojim imitacijama Žana Rasina („Žemu 'Atalja") i Metastazija („Jehudit”), nastavio je majstorovo delo, mada njegova dela nisu toliko poštovana kao Luzatova.
Kasnije u osamnaestom veku, pokret Haskala (jevrejska prosvećenost) radio je na ostvarivanju političke emancipacije za Jevreje u Evropi, a evropski Jevreji su postepeno počeli da proizvode više literature po uzoru na ranije bliskoistočne jevrejske autore. Prevod hebrejske Biblije na nemački jezik Mozesa Mendelsona podstakao je interesovanje za hebrejski jezik što je dovelo do osnivanja tromesečnih recenzija pisanih na hebrejskom. Usledila su druga periodična izdanja. Poezija Naftalija Hirza Veselija, poput „Šire Tif'eret” ili „Mosijade”, učinila je Veselija, takoreći, pesničkim laureatom tog perioda.

### 19. vek
U Galiciji devetnaestog veka, pesnici, naučnici i popularni pisci koji su doprineli širenju hebrejskog i emancipaciji jevreja obuhvatali su:
- Jozef Perl (1773–1839), pisac i prosvetitelj koji je 1819. objavio Otkrivača tajni, prvi hebrejski roman.[7]
- Nahman Krohmal (1785–1840), filozof, teolog i istoričar.
- Solomon Juda Lob Rapoport (1790–1867), rabin, pesnik i biograf
- Isak Erter (1792–1841), satirični pesnik čija je zbirka eseja „Ha-Cofeh le-Bet Jisrael“ je jedno od najčistijih dela moderne hebrejske književnosti, energičnim i klasičnim stilom napadaja hasidsko sujeverje i predrasude.
- Mejr Halevi Leteris (1800–1871), lirski pesnik poznat i po adaptaciji Geteovog Fausta na hebrejski.

U Amsterdamu se u devetnaestom veku pojavio krug književnih umetnika na jevrejskom jeziku, uključujući pesnika Samjuela Moldera (1789–1862). Prag je postao aktivno središte Haskale u devetnaestom veku, a među tamošnjim piscima najpoznatiji je bio Jehudah Loeb Jeiteles (1773–1838), autor duhovitih epigrama („Bene ha-Ne'urim“) i dela usmerenih protiv hasidizma i protiv sujeverja. U Mađarskoj su autori na hebrejskom jeziku bili Solomon Levison iz Mura (1789–1822), autor „Melicat Ješuruna“; Gabriel Sedfeld, pesnik koji je bio otac Maksa Nordaua; i pesnik Sajmon Baher. Značajan jevrejski autor u Rumuniji tokom devetnaestog veka bio je lekar i pisac Julius Baraš.

### 20. vek
Kako se početkom dvadesetog veka intenziviralo cionističko naseljavanje u Palestini, hebrejski je postao zajednički jezik različitih jevrejskih imigrantskih zajednica, zajedno sa izvornim palestinskim Jevrejima Starog Jišua, koji su nastavili književne tradicije ranijih sefardskih i arapsko-jevrejskih pisaca kao što su npr. Majmonedes (Moše ibn Majmoun) i el-Harizi. Eliezer Ben-Jehuda je posebno radio na prilagođavanju hebrejskog jezika potrebama savremenog sveta, okrećući se hebrejskim izvorima iz svih perioda i krajeva kako bi razvio jezik koji je prevazišao sveto i poetično i bio sposoban da artikuliše savremeno iskustvo.
Sa usponom zionističkog pokreta među Jevrejima u Evropi, Aškenazi Jevreji su prihvatili hebrejsku književnost i prvi put počeli da dominiraju u njoj. Temelje modernog izraelskog pisma postavila je grupa književnih pionira iz Druge Alije, uključujući Šmuela Josifa Agnona, Moša Smilanskog, Jozefa Hajma Brenera, Dejvida Šajmonija i Jakoba Fihmana. Hajim Nahman Bjalik (1873–1934) bio je jedan od pionira modernih hebrejskih pesnika i postao je prepoznat kao izraelski nacionalni pesnik. Bjalik je značajno doprineo oživljavanju hebrejskog jezika, koji je pre njegovih dana postojao prvenstveno kao drevni, naučni ili pesnički jezik. Bjalik je, poput drugih velikih književnih ličnosti s početka 20. veka, kao što su Ahad Ha-Am i Černihovski, svoje poslednje godine proveo u Tel Avivu i izvršio je veliki uticaj na mlađe hebrejske pisce; uticaj njegovog dela je evidentan u savremenoj hebrejskoj literaturi.

## Literatura
- Shea, William H. (2000). „Chronology of the Old Testament”.  Ур.: Freedman, David Noel; Myers, Allen C. Eerdmans Dictionary of the Bible. Eerdmans. ISBN 9789053565032.
- Овај чланак садржи текст из публикације које је сада у јавном власништву: Richard Gottheil, N. Slouschz (1901—1906). „LITERATURE, MODERN HEBREW”. Jewish Encyclopedia.
- Pardee, Dennis (2013). „A Brief Case for the Language of the ‘Gezer Calendar’ as Phoenician”. Linguistic Studies in Phoenician, ed. Robert D. Holmstedt and Aaron Schade. Winona Lake: 43.
- Rendsburg, Gary (1997). „Ancient Hebrew Phonology”. Phonologies of Asia and Africa: Including the Caucasus. Eisenbrauns. стр. 65. ISBN 978-1-57506-019-4.
- Riches, John (2000). The Bible: A Very Short Introduction. Oxford: Oxford University Press. стр. 83. ISBN 978-0-19-285343-1. „"the biblical texts themselves are the result of a creative dialogue between ancient traditions and different communities through the ages"”
- „The Book of Esther Doesn't Mention God, Why is It in the Bible?”. Discoverymagazine.com. Архивирано из оригинала 25. 10. 2011. г. Приступљено 16. 12. 2020.
- „Introduction to the Pentateuch. Introduction to Genesis.”. ESV Study Bible (1st изд.). Crossway. 2008. стр. xlii, 29—30. ISBN 978-1-4335-0241-5.
- RA Torrey, ур. (1994). „I-XI”. The Fundamentals: A Testimony to the Truth (11th изд.). Baker Academic. ISBN 978-0-8010-1264-8.
- Miller, Patrick D., Deuteronomy (John Knox Press, 1990)
- Seymour Gitin, J. Edward Wright, J. P. Dessel. Confronting the Past: Archaeological and Historical Essays on Ancient Israel in Honor of William G. Dever
- Brian D. Russell, The Song of the Sea: The Date of Composition and Influence of Exodus 15:1–21 (Studies in Biblical Literature 101; New York: Peter Lang, 2007). pp. xii + 215.  978-0-8204-8809-7
- A History of the Hebrew Language. Cambridge, England: Cambridge University Press. 1993. ISBN 0-521-55634-1.
- „Judaic Treasures of the Library of Congress: The Talmud”. American-Israeli Cooperative Enterprise.
- VanderKam, James C. & Flint, Peter (2002). The Meaning of the Dead Sea Scrolls. New York: HarperSanFrancisco.
- Benton, Christopher P. An Introduction to the Sefer Yetzirah (PDF).
- „Israel Prize recipients in 1961 (in Hebrew)”. cms.education.gov.il (Israel Prize official website). Архивирано из оригинала 11. 4. 2010. г.

## Spoljašnje veze
- ] Архивирано март 2, 2011 на сајту
- Архивирано децембар 25, 2010 на сајту